# Sternwarte Neuenhaus

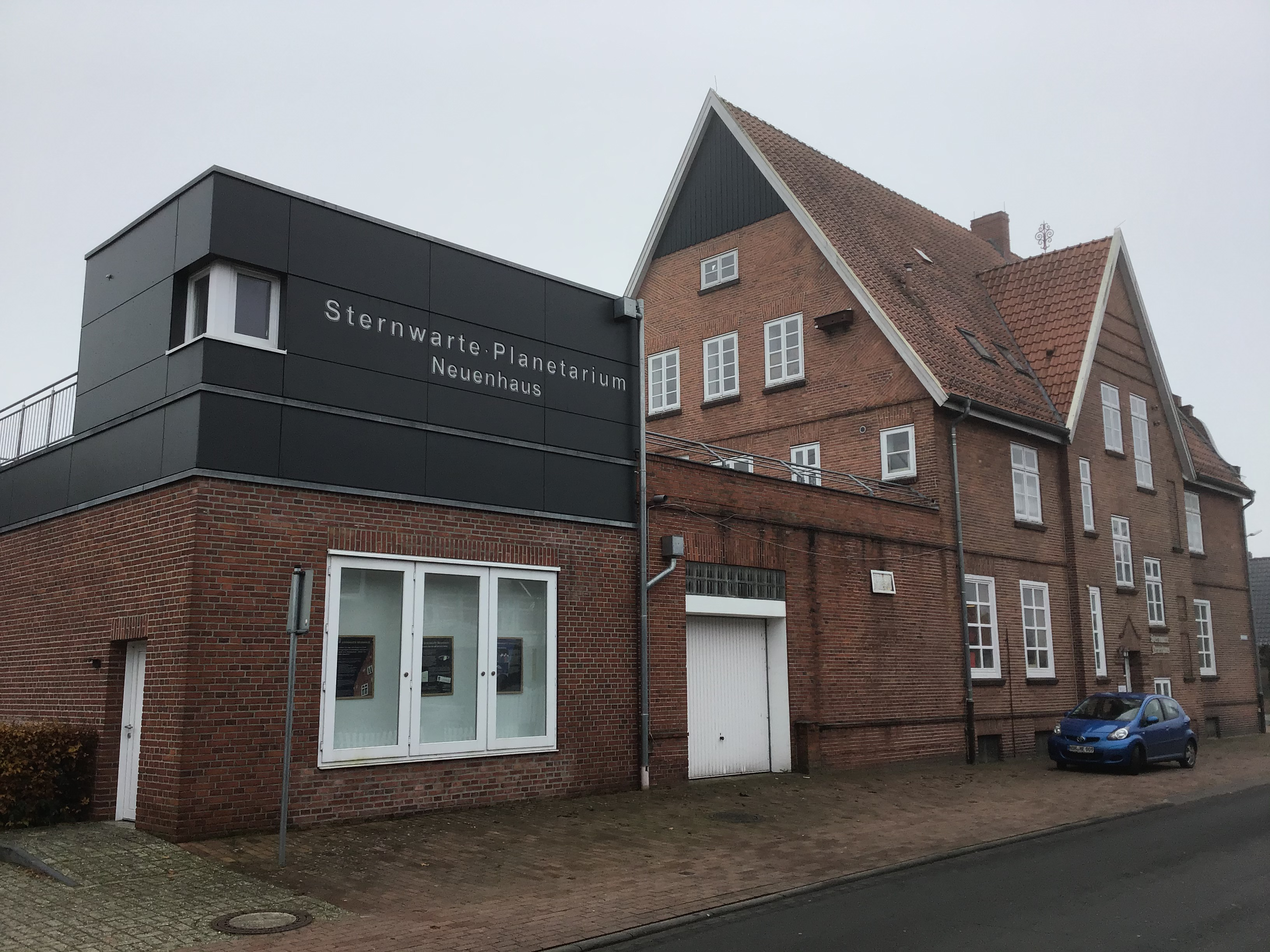
Sternwarte Neuenhaus, Gebäude

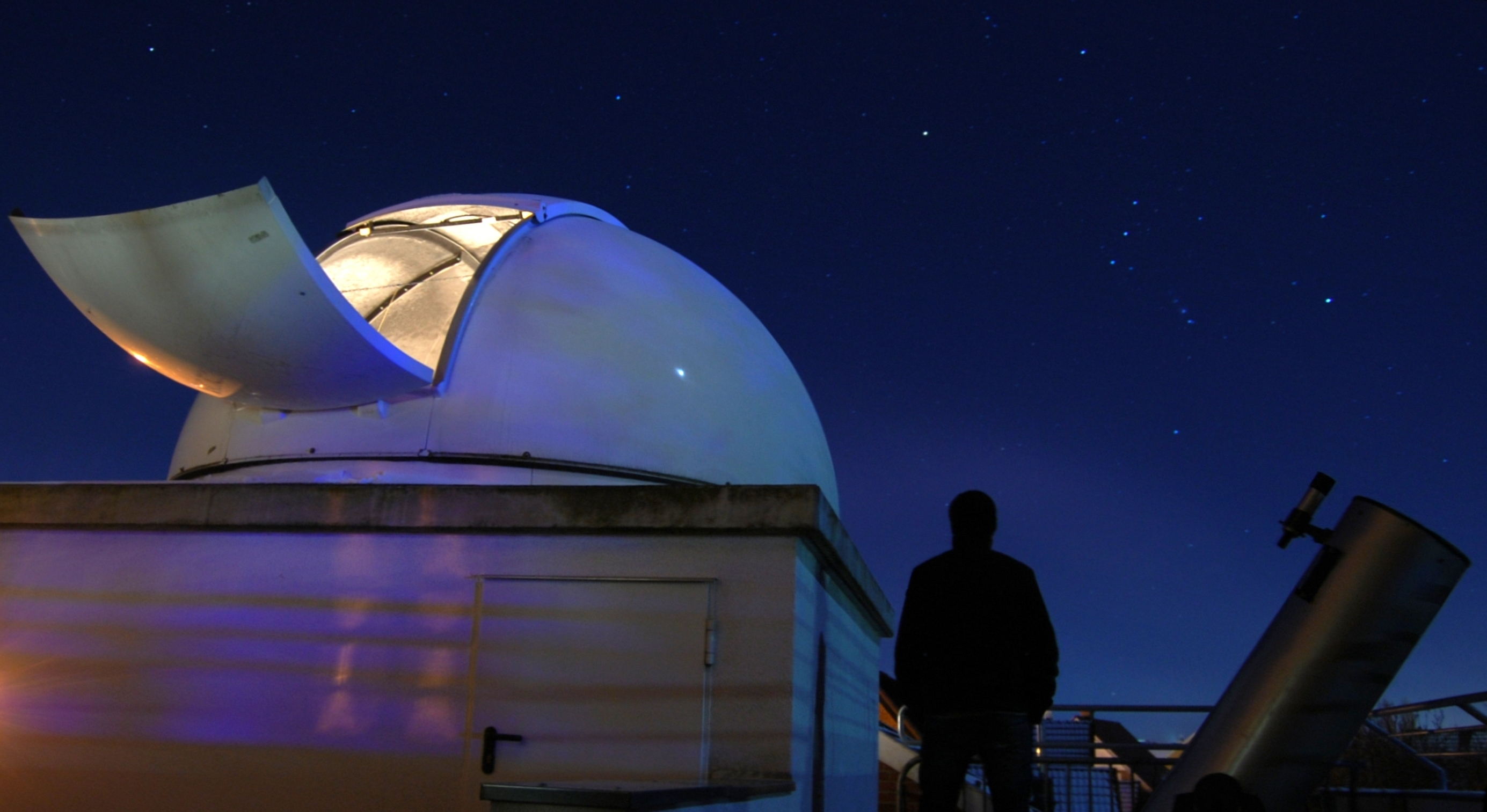
Beobachtungskuppel und Beobachtungsterrasse der Sternwarte Neuenhaus

Die Sternwarte und das Planetarium Neuenhaus ist eine von der amateurastronomischen Vereinigung „Astronomischer Verein der Grafschaft Bentheim e. V.“ (AVGB) betriebene Einrichtung in der niedersächsischen Stadt Neuenhaus (Landkreis Grafschaft Bentheim).

## Geschichte
Der AVGB wurde 1990 gegründet. Im Jahr 2000 bezog der Verein mit Unterstützung der Samtgemeinde Neuenhaus Räumlichkeiten in der Stadt Neuenhaus. Der Astronomische Verein der Grafschaft Bentheim e. V. verfügte nun über einen Vortragsraum mit Platz für max. 60 Personen, verschiedene Ausstellungsräume und eine Beobachtungsterrasse. Im Jahr 2005 wurde einer der Ausstellungsräume zu einem kleinen Planetarium umgebaut, das 2016 vergrößert und modernisiert wurde. Im Jahr 2008 wurde eine Beobachtungskuppel mit 3,5 Metern Durchmesser auf der Terrasse eröffnet. Die Einrichtung vereint somit eine Sternwarte und ein Planetarium an einem Ort.

## Instrumente
In der Beobachtungskuppel steht ein 11-Zoll-Schmidt-Cassegrain-Teleskop zur Verfügung. Zum Aufbau weiterer Teleskope stehen auf der Beobachtungsterrasse Säulen bereit. Darüber hinaus verfügt der Verein über weitere Teleskope wie u. a. zwei 12-Zoll-Dobsons, zwei 8-Zoll-Schmidt-Cassegrain-Teleskope sowie diverses Zubehör für die visuelle Beobachtung, die Astrofotografie und Spektroskopie.

## Planetarium
Im Jahr 2016 eröffnete der Astronomische Verein der Grafschaft Bentheim e. V. ein neues Planetarium. Unter einer 5-m-Kuppel finden 35 Personen Platz. Mittels moderner Beamertechnik können der Sternenhimmel und himmelsmechanische Vorgänge erläutert werden. Viele mediale Optionen bringen hierbei den Laien den Sternenhimmel näher. Die Präsentationen im Planetarium finden ausschließlich im Rahmen einer Livemoderation statt.
Gleichzeitig werden im Planetarium Fulldome-Programme angeboten.

## Bildungsarbeit
Die Sternwarte und das Planetarium Neuenhaus bieten Programme für die breite Öffentlichkeit, Schulen, Kindergärten sowie Amateurastronomen. Die Programme sind hierbei didaktisch und methodisch der Gruppe sowie der Altersstruktur angepasst. Darüber hinaus steht die Sternwarte Neuenhaus Kindergärten und Schulen als Ansprechpartner bei der Konzeption und Durchführung von Lern- und Unterrichtseinheiten zur Verfügung und hat sich als außerschulischer Lernort etabliert.

## Praktischer astronomischer Samstag – PaS
An jedem dritten Samstag im Oktober lädt der Astronomische Verein der Grafschaft Bentheim e. V. zur amateurastronomischen Fachtagung Pas ein. Vorträge, Diskussionen und der Erfahrungsaustausch zu unterschiedlichsten Themen der Astronomie und Raumfahrt stehen im Mittelpunkt der Veranstaltung.